# 侯凡凡
侯凡凡（1950年—），女，中国医学家，精通内科学。

## 简历
- 1950年10月，出生于于上海市，籍贯浙江省宁波市余姚[1]。
- 1973年，本科毕业于第一军医大学（现南方医科大学）医疗系。
- 1993年，获得中山大学博士学位。
- 哈佛大学医学院博士后研究。[2]

## 荣誉
- 2003年，获得中华医学科技一等奖，
- 2004年，国家科学技术进步奖二等奖，
- 2005年，第二届中国医师奖，
- 2007年，国家科学技术进步奖二等奖，
- 2009年12月，获选中国科学院院士。
- 2012年9月，获选第三世界科学院院士。[3]